# Jellyfish
Jellyfish foi uma banda de rock norte-americana formada em São Francisco em 1989. Liderada pelos compositores Andy Sturmer (bateria, vocais) e Roger Manning (teclados, vocais),o grupo se destacou por sua fusão de rock clássico dos anos 1960 com power pop no estilo do XTC. Lançaram dois álbuns, Bellybutton (1990) e Spilt Milk (1993), que influenciaram diversas bandas posteriores no mesmo estilo.
Sturmer e Manning se conheceram no ensino médio e compartilhavam uma admiração por jazz, pós-punk e música pop britânica. Após um período como membros da banda Beatnik Beatch, deixaram o grupo para focar em composições próprias e fundaram o Jellyfish. A formação inicial contou com Jason Falkner (guitarra) e Chris Manning (baixo), irmão de Roger. Após a turnê de Bellybutton, eles foram substituídos por Tim Smith (baixo) e Eric Dover (guitarra). O grupo considerava Spilt Milk sua "obra-prima", representando a realização de sua visão grandiosa, com ênfase em harmonias vocais, orquestrações e experimentação em estúdio.
Durante seus cinco anos de atividade, o Jellyfish conquistou aclamação da crítica e uma base de fãs dedicada, mas enfrentou dificuldades diante das tendências predominantes do rock, como o hair metal e o grunge. Seu único single a entrar na Billboard Hot 100 foi Baby's Coming Back, enquanto outras três músicas—The King Is Half-Undressed, That Is Why e The Ghost at Number One—chegaram ao top 20 da Modern Rock Tracks. No Reino Unido, seis canções entraram no UK Singles Chart, mas nenhuma alcançou o top 30.
A banda se dissolveu em 1994 devido às baixas vendas, ao desconforto de Sturmer como líder da banda e a conflitos artísticos entre os compositores. Após o fim do Jellyfish, Manning formou o Imperial Drag com Dover e seguiu carreira solo e como músico de estúdio. Sturmer passou a trabalhar com o duo japonês Puffy AmiYumi e a compor para séries animadas. Entre 2017 e 2022, Manning, Dover e Smith gravaram juntos sob o nome The Lickerish Quartet.

## Discografia

### Álbuns de estúdio
- Bellybutton (1990)
- Jellyfish Comes Alive EP (1991)
- New Mistake EP (1993)
- Spilt Milk (1993)

### Singles
- "The King Is Half-Undressed" (1990)
- "That Is Why" (1991)
- "Baby's Coming Back" (1991)
- "The Scary-Go-Round EP featuring Now She Knows He's Wrong" (1991)
- "I Wanna Stay Home" (1991)
- "Ignorance is Bliss" (1991)
- "The Ghost At Number One" (1993)
- "New Mistake" (1993)
- "Joining A Fanclub" (1993)
- "Bye, Bye, Bye" (1993)